# Ae 4/7
Les Ae 4/7 sont des locomotives électriques des Chemins de fer fédéraux suisses, mises en service à partir de 1927; elles ont pendant longtemps été les principales motrices sur les grandes lignes du réseau suisse. Elles ne roulent maintenant que pour des trains historiques et d'amateurs ou pour des événements.
La transmission, conçue par Jakob Buchli, fait partie de celle qui a le plus vécu, car c'est pendant sept décennies que les Ae 4/7 tirèrent des trains de voyageurs et de marchandises sur tout le réseau ferroviaire suisse.

## Préhistoire
Les marchandises transitant par la Suisse s'écoulant sur les deux axes principaux du Saint-Gothard et du Lötschberg - Simplon, qui peuvent avoir des déclivités jusqu'à 27 ‰, les locomotives remorquant les convois sur ces lignes furent rapidement confrontées à l'augmentation du tonnage, la déclivité ne dépassant pas sur les lignes de plaines le 12 ‰. La première solution, lors des années 1920, fut d'augmenter le nombre de locomotives tractant un convoi, ce qui s'avéra peu satisfaisant, la technologie de l'époque obligeant un mécanicien par motrice, qui de plus devaient parfaitement coordonner leurs mouvements. La seconde solution était d'accroître la puissance des machines, et les ingénieurs proposèrent alors l'Ae 4/7, descendante de l'Ae 3/6I. Les deux premiers prototypes (10901 et 10902) furent commandés en 1925, À partir de ceux-ci se fabriquèrent 125 locomotives Ae 4/7 (10903 à 11027) entre 1927 et 1934.

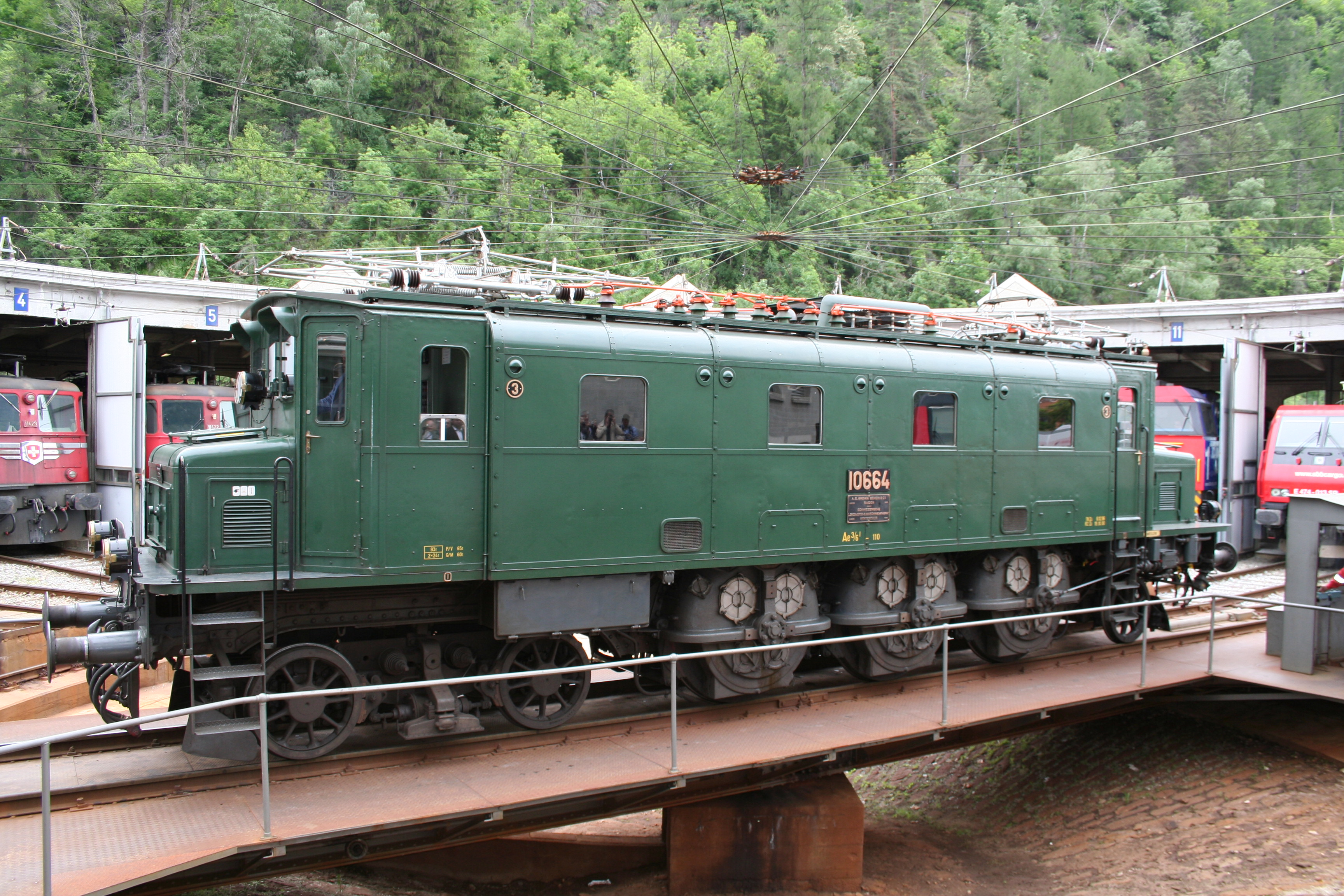
La Ae 3/6^{I} est très proche techniquement de la Ae 4/7

## Constructeurs
Les parties mécaniques de toutes les locomotives Ae 4/7 furent produites par SLM Winterthur. 
Les parties électriques furent produites par trois entreprises différentes : 
- Brown, Boveri & Cie (BBC Baden) pour les unités 10901–10916, 10932–10938, 10952–10972, 11003–11008 et 11018–11027, soit 60 machines ;
- Maschinenfabrik Oerlikon[3] (MFO) pour les unités 10917, 10918 et 10973–11002, soit 32 machines ;
- Maschinenfabrik Oerlikon (MFO Zürich) pour les unités 10919–10931 mais équipées d'un graduateur Brown, Boveri & Cie (BBC), 13 machines ;
- Société anonyme des ateliers de Sécheron (SAAS Genève) pour les unités 10939–10951 et 11109–11017, 22 machines.

Celles-ci reçurent la livrée « vert CFF », à l'exception peut-être des deux premières qui servirent de prototype. Le débat pour savoir si les numéros 10901 et 10902 sont sorties d'usine en livrée brune ou verte fait toujours rage…
Les locomotives produites par MFO (10973–11002) étaient équipées en complément d'un frein électrique. En raison de cela, pour ne pas dépasser le poids de 7,2 tonnes au mètre, elles furent artificiellement rallongées par l'adjonction de deux traverses en chêne placées entre les traverses de tamponnement et les tampons.

## Histoire
Dès le début, les Ae 4/7 ont servi à la traction des trains rapides au travers de toute la Suisse. En 1930, elles apparurent sur la célèbre ligne du Gothard en tractant des trains express, devenant ainsi des locomotives totalement polyvalentes. Cependant, elles furent retirées du trafic de plaine au milieu des années 1940, à la suite de l'apparition des célèbres Re 4/4 I. À la fin des années 1950, elles seront également retirées du Saint-Gothard, déclassées par les Ae 6/6 qui prirent le relais. En 1960, quatre d'entre elles (10948 à 10951) furent munies d'un pantographe ÖBB afin de pouvoir tracter des trains internationaux sur la ligne St. Margrethen - Bregenz - Lindau. Dans les mêmes années, les Re 4/4II firent leurs apparitions pour les trains rapides de plaine et les Ae 4/7, munies de la commande multiple, sont attachées aux trains lourds de marchandises. Les autres tractaient principalement des trains régionaux et de marchandises légers. 66 ans après leur apparition, on pouvait encore les voir rouler sur le trafic régional de la Suisse orientale.

### Transformation pour la circulation en unités multiples
Seules les 22 locomotives produites par SAAS furent équipées de la commande multiple à partir de 1963.
- Les numéros 10941, 10944, 10946 et 11010 ne comportaient après transformation plus qu'un seul pantographe, et sept grilles d'aération du côté opposé des transmissions ;
- Les numéros 10945, 10947, 10948 et 11009 se virent également amputée d'un pantographe, et seulement cinq grilles d'aération furent installées sur le flanc ;
- Les 14 autres, transformées après 1966, ont conservé leurs deux pantographes, et arboraient également cinq grilles d'aération.

Les Sécheron ont roulé en service régulier jusqu'en 1996, la numéro 10939 parcourant plus de 8,1 millions de kilomètres en 66 ans.

## Caractéristiques

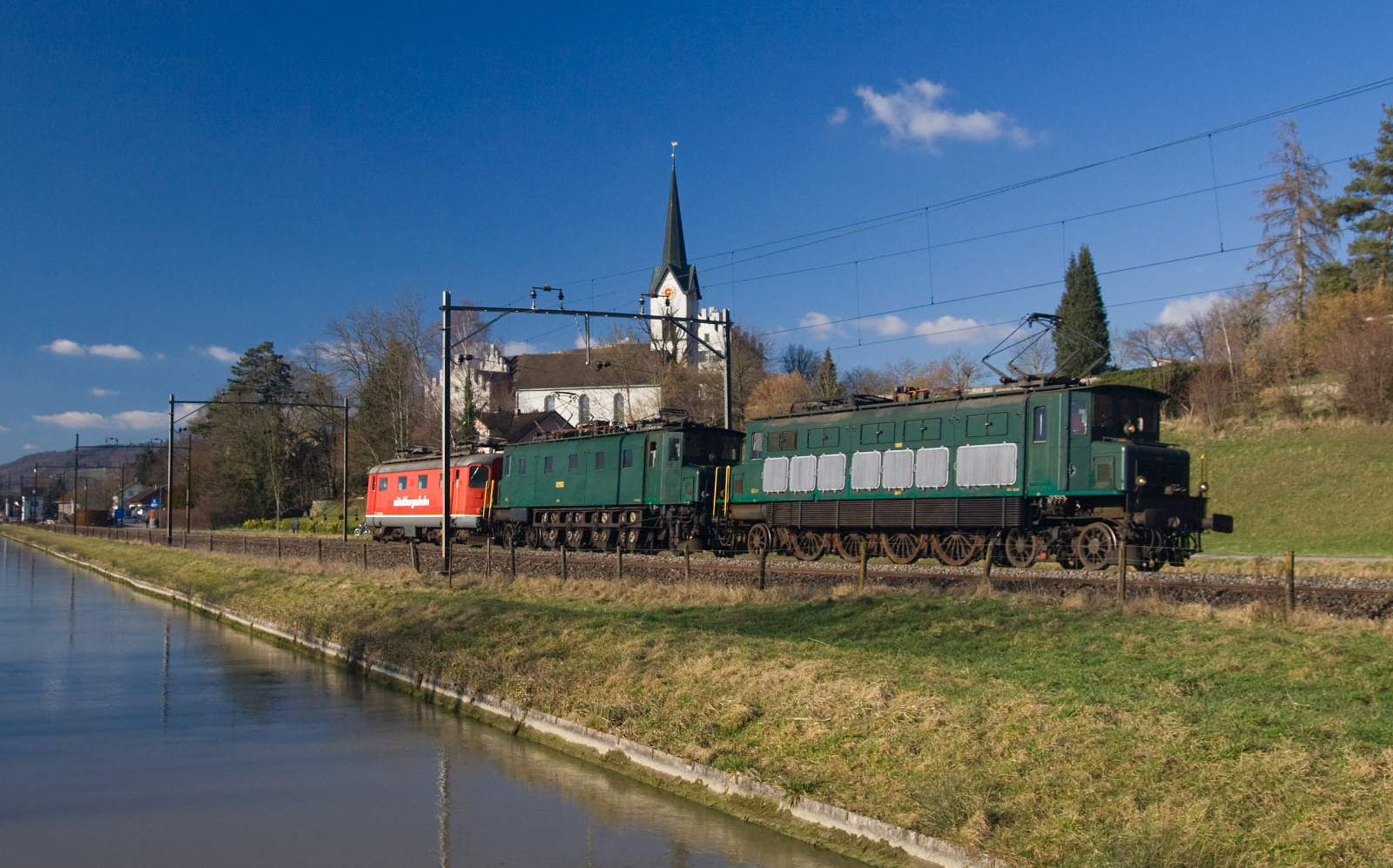
Deux Ae 4/7 Sécheron, on voit sur une les engrenages à ciel ouvert.

L'Ae 4/7 a 4 essieux moteurs, chacun relié à un moteur individuel par la transmission Buchli. Comme sur de nombreuses locomotives équipées de cette transmission, les carters d'engrenages sont visibles sur l'un des côtés de la locomotives.
Comme le réseau ferré suisse contient de nombreuses courbes à rayons limités, les dirigeants des CFF exprimèrent une crainte, concernant les quatre essieux l'Ae 4/7, ceux-ci étant montés sur un châssis rigide, ce qui aurait pu donner à la machine une mauvaise inscription dans les courbes. Mais le problème fut partiellement résolu, le plan de la machine étant asymétrique,  avec un bogie d'un côté et un bissel de l'autrepermettant une meilleure inscription  dans les courbes.

## Retraits
La première mise au rebut a eu lieu en 1983, en raison d'un très mauvais état. En 1990, on pouvait encore dénombrer 100 machines en service (sur 127 construites). En 1995, leur nombre n'était plus que de 72. Un an plus tard et avec l'arrivée des Re 460, elles deviennent très rapidement en surnombre et furent en partie mises au rebut avant d'être démontées. C'était en 1996 qu'eut lieu la dernière course d'une Ae 4/7 en tête d'un convoi de marchandises. En 1997, on pouvait encore voir l'Ae 4/7 no 10983 au dépôt de Genève, qui servait au préchauffage des compositions voyageurs. Elle avait la particularité d'avoir une face frontale peinte en jaune. Les Ae 4/7 ont ainsi roulé de 1927 à 1996, soit pendant 69 ans, mais n'ont pas dépassé les 73 ans de roulement des Ae 3/6 I entre 1921 et 1994.

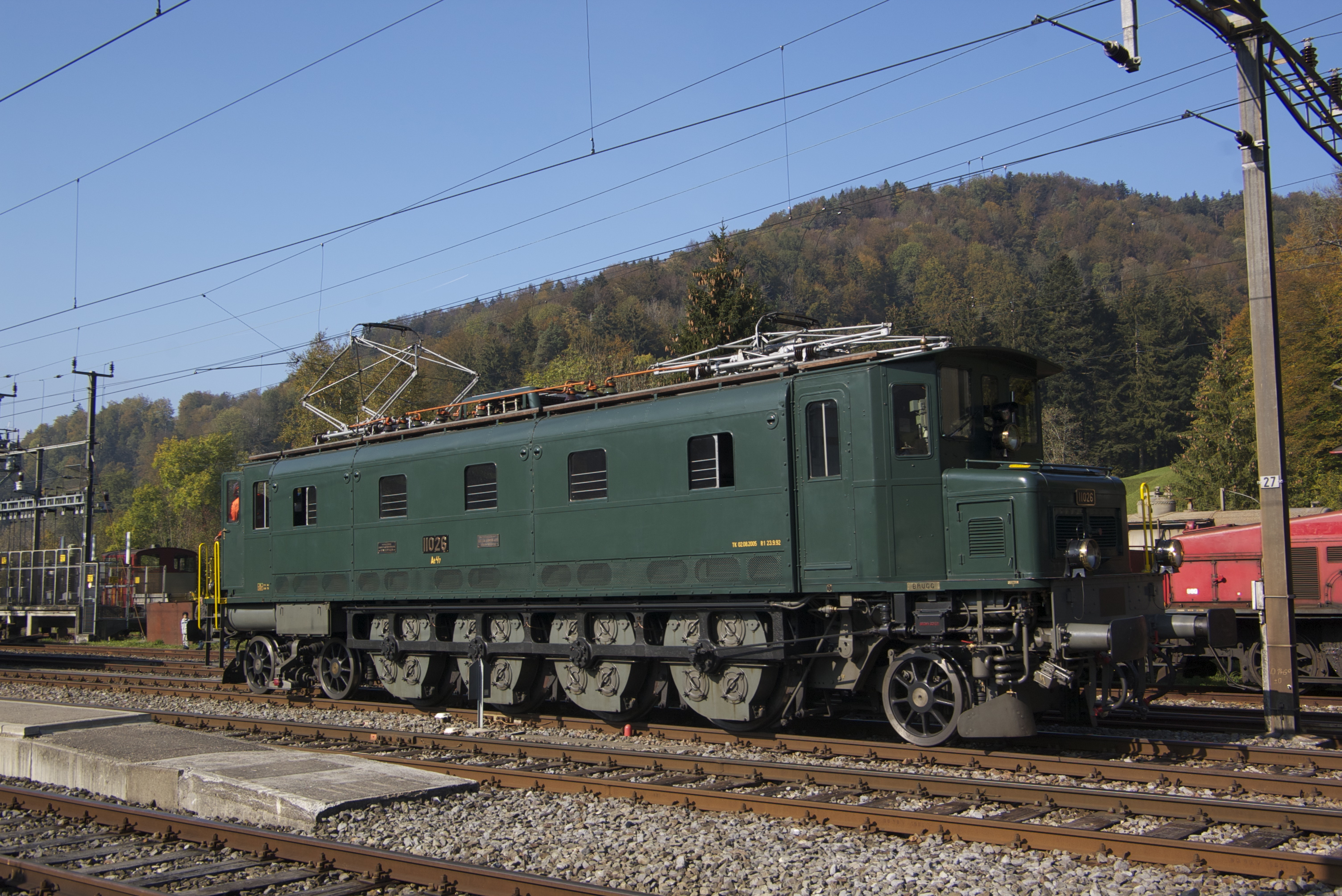
Ae 4/7 11026 à la gare de Bauma

### Préservation

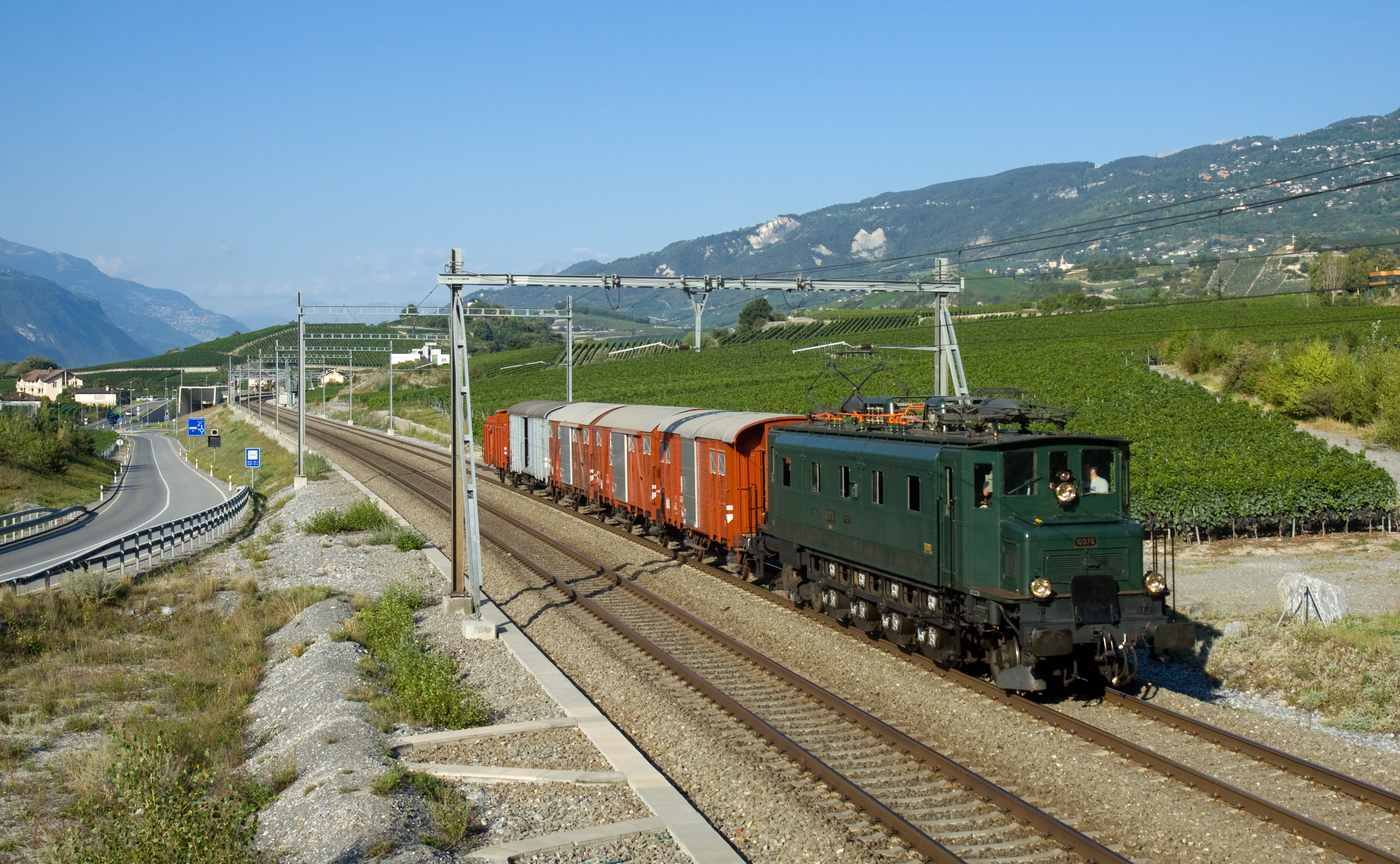
L'Ae 4/7 10976 à Salquenen

Environ 18 machines des trois versions construites (BBC, MFO et SAAS) appartiennent à diverses associations de trains suisses. Les machines no 10905, attachée au dépôt de Rorschach, et no 10976, attachée au dépôt de  St-Maurice, sont préservées par CFF Historic. Il demeure aussi la no 10949 qui est exposée à Augsbourg en Allemagne. Celle-ci n'est plus exploitable et appartient toujours à CFF Historic. 
En janvier et février 2007, la  no 10950 (construite en 1931) et la no 11010 (construite en 1932) furent équipées du système ZUB 121, ETM S21 M et Integra Signum et purent ainsi rouler pour Swisstrain. On peut encore voir la 10997 équipée uniquement de l'ETMS appartenant à Christophe et Caroline Bachmann (Swisstrain). Quant à la no 10987, elle est la propriété de Swisstrain SA située au Locle. L'association Verbano Express qui emprunte cette machine, a installé le système de sécurité que Swisstrain a financé.

## Modélisme ferroviaire
Plusieurs fabricants de modèles réduits ferroviaires ont réalisé l'Ae 4/7 à diverses échelles :

### Échelle HO(1/87e)
- Liliput ;
- Liliput by Bachmann ;
- HAG ;
- Piko.

## Traduction
- (de) Cet article est partiellement ou en totalité issu de l’article de Wikipédia en allemand intitulé « SBB Ae 4/7 » (voir la liste des auteurs).